# Collegio Alberoni
Il Collegio Alberoni o Alberoniano è un vasto complesso situato a Piacenza, nel quartiere di San Lazzaro Alberoni. Fu eretto tra il 1733 e il 1752 su iniziativa del cardinale Giulio Alberoni, dal quale prende il nome.
Il complesso ospita al suo interno un seminario, una pinacoteca, la galleria Alberoni, costituita per buona parte da opere raccolte dal cardinale durante la sua vita e che conserva al suo interno un Ecce Homo di Antonello da Messina, un museo di storia naturale, originato dal materiale donato dal botanico e naturalista padre Zaccaria da Piacenza, uno studio di teologia, affiliato alla facoltà di teologia della pontificia università "San Tommaso d'Aquino" di Roma e un osservatorio astronomico.

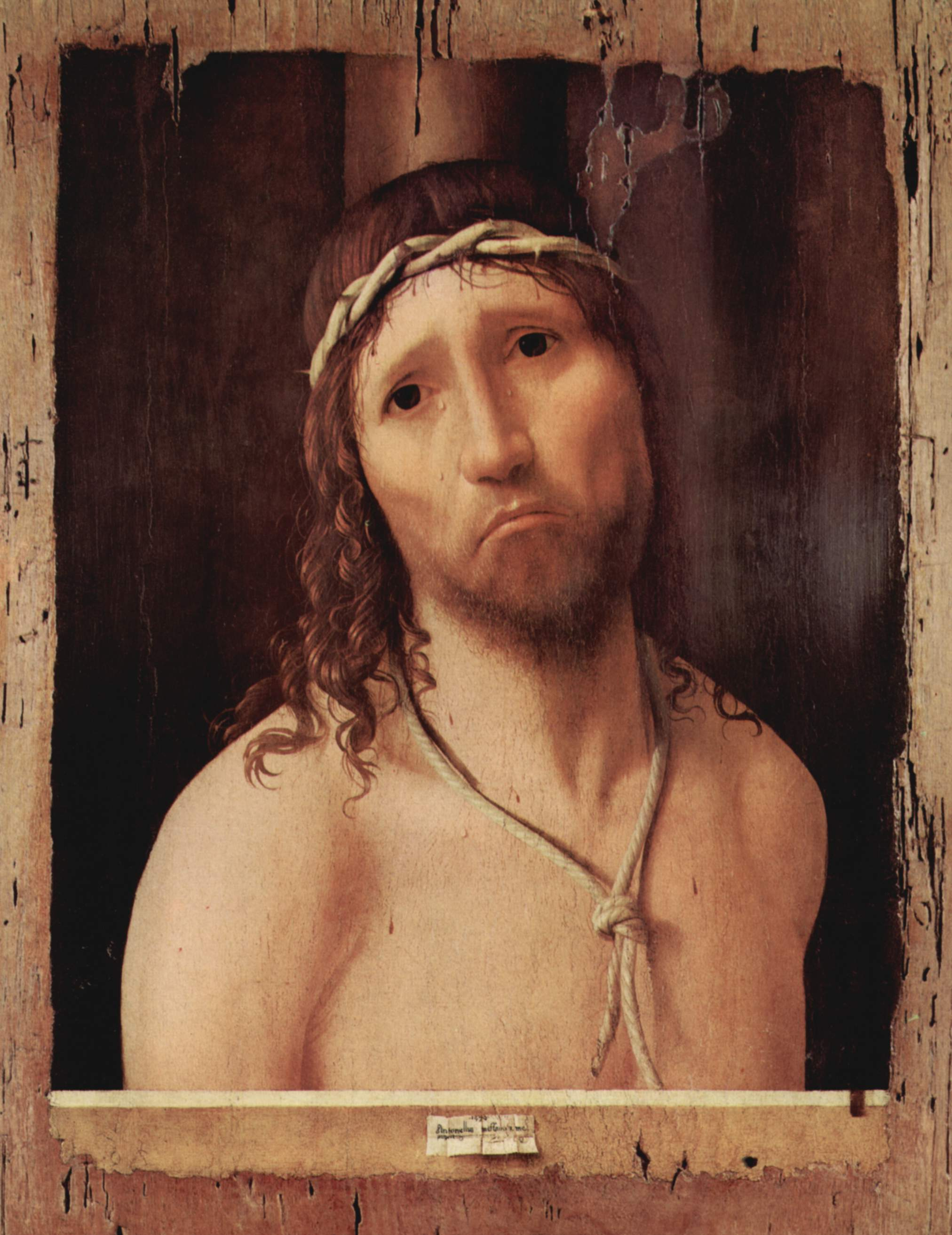
Antonello da Messina, Ecce Homo, 1473

## Storia
Il complesso trae le sue origini da un ospedale per lebbrosi, presente nella zona di San Lazzaro, alle porte della città di Piacenza, fin dal Medioevo.
All'inizio del 1732, a seguito della scomparsa dell'amministratore dell'ospedale, cardinale Collicola, papa Clemente XII incaricò del ruolo il cardinale piacentino Giulio Alberoni. Essendo ormai in decadenza l'antico ospedale, l'Alberoni propose di radere al suolo la costruzione per edificarvi in sostituzione un nuovo collegio ecclesiastico dedicato alla formazione degli ecclesiastici della zona piacentina. Il 13 luglio 1732 il pontefice sancì ufficialmente tramite una bolla la fondazione dell'Apostolico Collegio di San Lazzaro. La progettazione dell'edificio fu presa in carico dallo stesso cardinale Alberoni, trasferitosi per lo scopo da Roma a Piacenza, e il 4 settembre 1732 venne posata la prima pietra, con i lavori di costruzione che furono affidati al mastro muratore Giuseppe Buzzini coadiuvato dai figli Antonio e Simone.
Mentre i lavori di costruzione procedevano, nel 1733 il compito dell'istruzione dei giovani frequentanti il collegio fu affidato alla Congregazione della missione.
La struttura principale della costruzione fu completata in circa 28 mesi dall'inizio dei lavori, i quali videro impegnati circa 100 di muratori, oltre a diversi “barrozzari” e raccoglitori di sabbia e ghiaia e legname di noce e pioppo e lavoratori delle fornaci per la produzione di calce e laterizio.
I lavori per il completamento del complesso subirono poi un rallentamento a partire dal 1735, quando il cardinale assunse prima la carica di legato in Romagna, mantenuta fino al 1739, e, poi, la carica di legato di Bologna, ricoperta tra il 1740 e il 1743. Nei primi mesi del 1743 tutti i beni del collegio vennero sequestrate da parte delle truppe imperiali, misura che si protrasse fino al seguente mese di settembre, quando fu annullata in concomitanza con il passaggio della città di Piacenza sotto il Regno di Sardegna.
Con il ritorno a Piacenza del cardinale Alberoni, avvenuto nella primavera del 1744, i lavori ripresero con la realizzazione della biblioteca, il cui primo nucleo derivava dai volumi raccolti dal cardinale Lanfredini, la chiesa dedicata a san Lazzaro e lo scalone.
Nel giugno del 1746, nell'ambito della guerra di successione austriaca, il complesso venne quasi interamente distrutto dalle truppe asburgiche che utilizzarono 44 mine per far brillare l'edificio; la porzione nord-occidentale, comprendente l’accesso, lo scalone, la biblioteca, la chiesa e la sagrestia fu tuttavia preservata dalla distruzione grazie al taglio delle micce di alcune mine. Nell'aprile 1748 il cardinale tornò nuovamente in loco soprintendendo alla partenza dei lavori di ricostruzione dell'edificio, che impiegarono più di 100 operai.
Nel 1751 fu fatta arrivare da Roma la pala d'altare della chiesa, opera di Giuseppe Peroni, furono installati l'orologio posto sulla torretta e l'organo, le casse di vetro delle finestre, provenienti da Murano, mentre una scultura lignea di San Lazzaro fu opera del fiammingo Jan Geernaert. I primi 18 seminaristi furono scelti personalmente dal cardinale e nel novembre 1751 la struttura fu ufficialmente aperta.
Alla morte dell'Alberoni, avvenuta nel giugno 1752, il complesso ricevette in dote tutti i beni del cardinale, la cui salma fu poi sepolta all'interno della chiesa di san Lazzaro.
Nel biennio 1758-1760 la facciata sud dell'edificio fu innalzata di un piano, mentre nel 1870 il Belvedere originariamente situato nell'angolo sud-occidentale fu eliminato per permettere la realizzazione degli Osservatori e del Gabinetto di fisica.
Durante la prima guerra mondiale l'edificio fu adibito a ospedale, ciò implicò alcune modifiche alla struttura, tra cui lo spostamento dell'ingresso principale che fu posizionato in corrispondenza del corridoio occidentale in modo da rendere più semplici le operazioni di triage dei feriti che vi giungevano.
Tra il 2021 e il 2023 ospitò il corso di laurea in Medicine and Surgery dell'Università degli Studi di Parma.

## Descrizione
Il complesso presenta una struttura a quadrilatero che si estende per 3 piani e circonda un ampio cortile interno. La facciata principale, posta dirimpetto alla via Emilia, si caratterizza per l'assenza di decorazioni, con l'unica eccezione delle cornici delle finestre in aggetto in stile rococò. Alle estremità della facciata sono presenti due corpi sporgenti, mentre sull'estremità ovest si trova la chiesa di san Lazzaro, accanto alla quale si trova il portone d'accesso, posto in corrispondenza con la testata del corridoio occidentale a seguito di lavori effettuati nel 1915.
Ai piani alti si accede tramite un grande scalone, mentre altre due scale secondarie si trovano alle estremità nord-orientale e sud-orientale dell'edificio.
Al centro di quello che originariamente era l'orto del collegio si trova l'osservatorio astronomico, realizzato nel 1882 in sostituzione di un locale con funzioni analoghe realizzato nel 1870 sopra la sala meteorologica. L'osservatorio, il cui edificio fu costruito ad hoc per lo scopo, presenta una cupola e una colonna di granito che funge da base per il cannocchiale. All'interno è presente un telescopio rifrattore di Merz dal diametro di 13 cm dotato di montatura equatoriale con grandi cerchi graduati in declinazione e ascensione retta e corredato anche di moto orario per mezzo di un orologio a pesi. Caduto in disuso a causa dell'inquinamento luminoso generato dall'espansione della città nelle vicinanze del collegio, l'osservatorio è stato ristrutturato nel 2015 in vista dell'esposizione universale di Milano.

## Museo

### Pinacoteca
La pinacoteca, che comprende le opere della collezione raccolta dal cardinale Giulio Alberoni occupa gli ambienti dell'appartamento del cardinale, al cui interno si trovano i dipinti più antichi e della galleria.
Nell'appartamento si trova l'Ecce Homo di Antonello da Messina, comprato dall'Alberoni intorno al 1725 e trasferito a Piacenza nel 1761, dopo che, alla morte del cardinale, era diventato di proprietà del collegio.
Altre opere presenti nei locali dell'appartamento sono il dittico opera del fiammingo Jan Provost, composto dalla Madonna della fontana e dal Bicchiere di fiori, esempio della scuola di Bruges dei primi anni del XVI secolo, il San Pietro che piange attribuito a Guido Reni che potrebbe essere una variante dell'opera presente alla galleria Doria Pamphili di Roma, diverse opere di scuola fiamminga risalenti al XV e al XVI secolo tra cui una Madonna col Bambino ascrivibile alla Scuola di Jos van Cleve, un piccolo Cristo risorto che appare alla Vergine riferito a Dirck Bouts e una Visione di San Giovanni a Patmos opera di Henri Met de Bles e una Sacra Famiglia con San Giovannino, dipinto realizzato intorno al 1490 e ricollegato al maestro dei putti bizzarri, artista che realizzò diverse opere in Toscana nell'ultimo terzo del XV secolo.
Nella pinacoteca si trovano un ritratto di Elisabetta Farnese opera del Mulinaretto e regalato al cardinale dalla stessa principessa, un ritratto del cardinale nel 1717 realizzato dal francese Michel-Ange Houasse, un San Francesco in meditazione opera di Sebastián Martínez, membro della scuola di Siviglia del XVII secolo, diversi dipinti di Giovanni Paolo Panini coevo e conterraneo del cardinale Alberoni che nel 1725 gli commissionò una Cacciata dei mercanti dal Tempio, un San Turibio che divide l’acqua di un fiume opera di Sebastiano Conca, due dipinti di Giovanni Battista Lenardi, la Continenza di Scipione e la Morte di Marco Giunio Bruto, oltreché un grande numero di opere di genere, come nature morte, fiori, paesaggi e battaglie.
Nella galleria è presente anche una collezione di 18 arazzi, parte di tre distinte serie: due arazzi in lana della serie di Priamo, caratterizzati dalle grandi dimensioni (4 m di altezza X 5 di larghezza e raffiguranti un corteo regale e un ricevimento con banchetto di nozze, otto arazzi parte della serie di Enea e Didone, realizzati intorno al 1670 da Michel Wauters e, infine, altri otto arazzi della serie di Alessandro Magno, opera di un ignoto fiammingo della seconda parte del XVII secolo.

### Museo di storia naturale
Il museo di storia naturale trae le sue origine dalla donazione, avvenuta nel 1810, della collezione raccolta da Zaccaria frate minore della basilica di Santa Maria di Campagna di Piacenza. La realizzazione vera e propria di un'esposizione museale del materiale cominciò nel 1871, anno in cui le raccolte furono unite in seguito all'aggiunta nell'offerta formativa del collegio di un corso di storia naturale. Dieci anni più tardi, la collezione, nel frattempo ordinata ed esposta in un ambiente dedicato, fu integrata con l'acquisto dei reperti raccolti dal nobile piacentino Alberto Bracciforti, comprendente una collezione di molluschi formata da circa 700 pezzi oltre ad altre collezioni dedicate a crostacei, spugne, celenterati ed echinodermi.
Nel 1925 la collezione fu ulteriormente ampliata con delle raccolte provenienti dall'Istituto di zoologia dell'Università di Pisa; nello stesso anno l'esposizione fu riorganizzata su due sale, una dedicata alla zoologia e l'altra dedicata a mineralogia, petrografia e paleontografia.
L'esposizione parte dagli invertebrati più semplici per poi arrivare alle specie vertebrate, sia locali che esotiche; tra le collezioni relative a vertebrati spicca quella ornitologica, forte di circa 900 esemplari, alcuni dei quali raccolti in Sud America tra il 1922 e il 1925 dall'ingegnere Alberto Inzani. Altre collezioni minori comprendono uova e nidi, oltre a teschi e plastici dediti all'insegnamento dell'anatomia comparata.

### Gabinetto di fisica
Il gabinetto di fisica, la cui costituzione iniziale fu opera di Francesco Grassi e Domenico Cravosio, tra i primi professori a insegnare nel collegio, contiene diverse macchine elettrostatiche, la prima delle quali risulta inventariata presso il collegio già nel 1755. Alcune di esse, oltre ad altri strumenti come un galvanometro e un eliostato furono realizzate proprio a Piacenza, nelle officine gestite da Ulisse Fioruzzi. Altri strumenti, tra cui una pila di Volta e uno strumento per studiare l'elettromagnetismo furono invece realizzati all'interno del collegio. Completano l'esposizione strumenti per lo studio dell'astronomia, uno strumento dei passaggi e apparecchiature per la determinazione di inclinazione e declinazione magnetica terrestre.

### Fondo musicale
Il collegio contiene al suo interno una raccolta libraria musicale, censita e catalogata dal musicologo Mario Genesi nel 2002 e comprendente materiale cartaceo, sia a stampa sia manoscritto, che è stato interamente schedato.